# Xeronema moorei
Xeronema moorei là một loài thực vật có hoa trong họ Xeronemataceae. Loài này được Brongn. & Gris miêu tả khoa học đầu tiên năm 1864.

## Hình ảnh

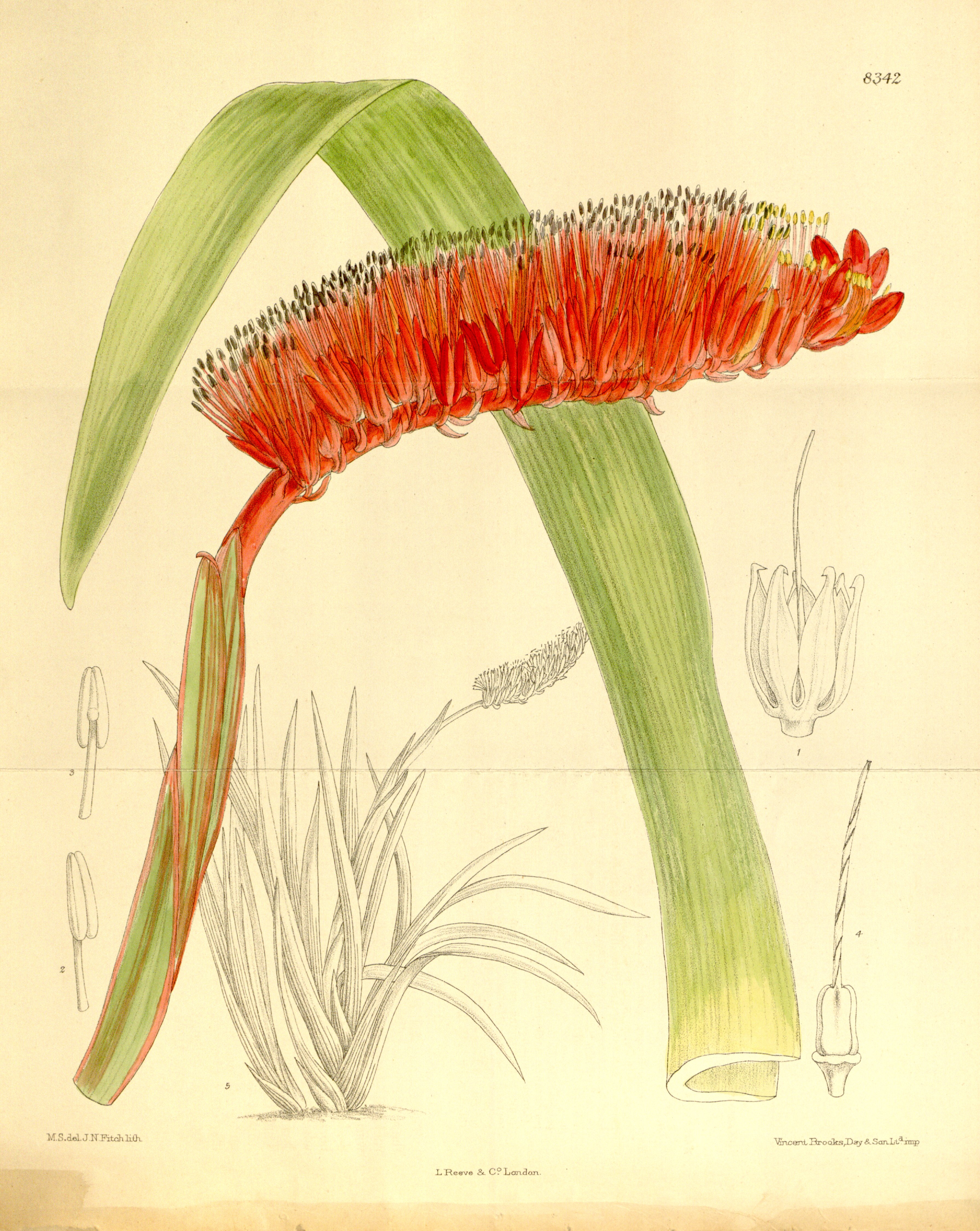
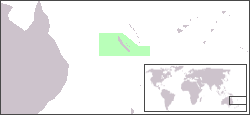